# Гамбит Каспарова
Гамби́т Каспа́рова — гамбитное продолжение в сицилианской защите, возникающее после ходов: 
 1. e2-e4 c7-c5 
 2. Кg1-f3 e7-e6 
 3. d2-d4 c5:d4 
 4. Кf3:d4 Кb8-c6 
 5. Кd4-b5 d7-d6 
 6. c2-c4 Кg8-f6 
 7. Кb1-c3 a7-a6 
 8. Кb5-a3 d6-d5!?
Относится к полуоткрытым началам.

## История
Дебют назван по имени 13-го чемпиона мира по шахматам Гарри Каспарова, предложившего неординарную жертву пешки путём 8. …d6-d5!? в 12-й и 16-й партиях матча против Анатолия Карпова в 1985 году. В первом случае встреча закончилась вничью, во второй из этих партий Каспаров одержал эффектную победу, что привлекло внимание шахматного мира к дебютной новинке, и за данным началом утвердилось название «Гамбит Каспарова».
После матча Карпов приступил к анализу гамбита и в результате нашёл достойный ответ планам чёрных, а в 1986 году во встрече с Джоном ван дер Вилем он реализовал свои идеи на практике. Несмотря на превосходство в дебюте, Карпову всё же не удалось одержать победу, однако югославское издание «Шахматный информатор» отметило эту партию Карпова в числе наиболее значительных теоретических достижений года, при этом гамбиту Каспарова было найдено опровержение, и он не получил широкого распространения.
Гарри Каспаров, однако, не был первооткрывателем данного начала, указанное продолжение сицилианской защиты было впервые применено в партии Хонфи — Дей, сыгранной в 1961 году в Венгрии. Отсюда альтернативное название дебюта — «Гамбит Дея — Каспарова».

## Идеи дебюта
Ходом 8. …d6-d5!? чёрные стремятся создать длительную контригру. Как правило, завязывается острая игра со сложной борьбой.

## Примерная партия
Плытер — Леек, Нидерланды, 1988
1. e2-e4 c7-c5 2. Кg1-f3 e7-e6 3. d2-d4 c5:d4 4. Кf3:d4 Кb8-c6 5. Кd4-b5 d7-d6 6. c2-c4 Кg8-f6 7. Кb1-c3 a7-a6 8. Кb5-a3 d6-d5!? 9. c4:d5 e6:d5 10. e4:d5 Кc6-b4 11. Сf1-e2 Cf8-c5 12. Cc1-e3!? Фd8-e7 13. Кa3-c4 Сc8-f5? 14. Сe3:c5 Фe7:c5 15. Кc4-e3! Сf5-g6 16. a2-a3 1-0 Чёрные теряют коня.